# Anna Sawai
Anna Sawai (澤井 杏奈?, Sawai Anna; Wellington, 11 giugno 1992) è un'attrice e cantante giapponese.
Come attrice, ha ricevuto diversi candidature a premi prestigiosi, vincendo un premio Emmy (2024) e un Golden Globe (2025) per la sua interpretazione di Mariko in Shōgun.

## Biografia
Anna è nata nella capitale della Nuova Zelanda, da genitori di origine giapponese. La madre ha studiato canto lirico e successivamente ha lavorato come insegnante di pianoforte, mentre suo padre ha lavorato per un'azienda di elettronica. Fin dall'età di 3 anni, la madre le ha insegnato a suonare il pianoforte e la disciplina del canto. La sua famiglia si è trasferita frequentemente durante la sua crescita, vivendo ad Hong Kong e nelle Filippine, prima di stabilirsi a Yokohama, Giappone, all'età di 10 anni.
Anna ha fatto il suo debutto come attrice all'età di 11 anni poco dopo essersi trasferita in Giappone, interpretando il personaggio principale nella produzione televisiva giapponese Annie del 2004. Cinque anni dopo ha fatto il suo debutto cinematografico nel film Ninja Assassin di James McTeigue, interpretando il ruolo di Kiriko, una giovane ninja ribelle.
Ha continuato a ricevere lezioni di canto e di danza per tutta la scuola superiore e si è poi iscritta alla Sophia University. Mentre frequentava l'università, è stata ingaggiata dall'etichetta discografica Avex Trax e nel marzo 2012 ha eseguito l'inno nazionale degli Stati Uniti al Tokyo Dome per l'inizio della stagione 2012 della Major League Baseball. Un mese dopo è stata annunciata come uno dei membri del girl group ARA, acronimo di Avex Rising Angels, e a novembre ha pubblicato il video musicale del suo primo e unico singolo Make My Dreams Come True.
Il gruppo si è sciolto all'inizio del 2013 dopo meno di un anno di promozione, ma più tardi, a luglio, la Avex ha annunciato che Anna sarebbe tornata come una delle vocalist principali, e creatrice, del gruppo musicale femminile j-pop Faky con l'etichetta discografica Rhythm Zone, cantando in giapponese ed inglese accumulando sempre più popolarità in Giappone. Il gruppo ha debuttato con il singolo Better Without You il 29 luglio 2013.
Dopo una pausa dalla recitazione, Anna è tornata con ruoli di supporto nella serie giapponese Colors (2018) e nella serie britannica Giri / Haji - Dovere / Vergogna del 2019. La sua svolta internazionale è arrivata con i ruoli di Elle in Fast & Furious 9 - The Fast Saga (2021), il nono film della saga Fast & Furious, e di Naomi nella serie drammatica di Apple TV+ Pachinko - La moglie coreana (2022–in corso). Ha ottenuto ulteriore riconoscimento per la sua interpretazione di Cate Randa nella serie Monarch: Legacy of Monsters (2023–in corso) e per il suo ruolo di Mariko nella serie Shōgun (2024) su FX.

### Vita privata
Ha una sorella maggiore, Reina, che è una ballerina di balletto e corifea presso la compagnia di balletto di Hong Kong.

## Filmografia

### Cinema
- Ninja Assassin, regia di James McTeigue (2009)
- Fast & Furious 9 - The Fast Saga (F9: The Fast Saga), regia di Justin Lin (2021)

### Televisione
- Ai no uta! – serie TV, episodio 1x08 (2019)
- Giri / Haji - Dovere / Vergogna (Giri / Haji) – miniserie TV, 6 episodi (2019)
- Pachinko - La moglie coreana (Pachinko) – serie TV, 6 episodi (2022-in corso)
- Monarch: Legacy of Monsters – serie TV, 10 episodi (2023-in corso)
- Shōgun – serie TV, 9 episodi (2024)

## Discografia

### Con le Faky
Album in studio
- 2014 – Better Without You
- 2014 – The One
- 2017 – Unwrapped

Album live
- 2018 – FAKY FIRST LIVE - Unwrapped

EP
- 2016 – CANDY

## Riconoscimenti
- Golden Globe
  - 2025 – Miglior attrice in una serie drammatica per Shōgun[2]
- Premio Emmy
  - 2024 – Miglior attrice protagonista in una serie drammatica per Shōgun[1]
- AACTA International Awards
  - 2025 – Candidata come miglior attrice in una serie per Shogun
- Critics' Choice Awards
  - 2025 – Candidatura come miglior attrice protagonista in una serie drammatica per Shogun[12]
  - 2025 – Candidatura come miglior attrice non protagonista in una serie drammatica per Pachinko - La moglie coreana[12]
- Gold Derby Awards
  - 2024 – Miglior attrice in una serie drammatica per Shogun'
  - 2024 – Candidatura come miglior interprete dell'anno per Shogun
  - 2024 – Candidatura come miglior interprete emergente dell'anno per Shogun
- Gotham TV Awards
  - 2024 – Candidatura come miglior performance in una serie limitata per Shōgun[13]
- Independent Spirit Awards
  - 2023 – Miglior cast in una nuova serie per Pachinko - La moglie coreana[14]
  - 2025 – Candidatura come miglior attrice protagonista in una nuova serie Shōgun[15]
- International Online Cinema Awards
  - 2024 – Candidatura come miglior attrice in una serie drammatica per Shogun
  - 2024 – Candidatura come miglior cast in una serie drammatica Shogun
- OFTA Television Award
  - 2024 – Candidatura come miglior attrice in una serie drammatica per Shogun
- Pena de Prata
  - 2022 – Candidatura come miglior cast in una serie drammatica per Pachinko - La moglie coreana
- Satellite Award
  - 2025 – Candidatura come miglior attrice in una serie drammatica per Shogun
- Saturn Award
  - 2024 – Candidatura come miglior attrice protagonista per Monarch: Legacy of Monsters
  - 2025 – Candidatura come miglior attrice non protagonista per Monarch: Legacy of Monsters[16]
- Screen Actors Guild Award
  - 2025 –  Miglior attrice in una serie drammatica per Shogun
  - 2025 – Candidatura come miglior cast in una serie drammatica Shogun
- Television Critics Association Awards
  - 2024 – Miglior attrice in una serie drammatica per Shogun[17]

## Doppiatrici italiane
Nelle versioni in italiano delle opere in cui ha recitato, Anna Sawai è stata doppiata da:
- Maria Letizia Scifoni[18] in Ninja Assassin[19]
- Lavinia Paladino[20] in Fast & Furious 9 - The Fast Saga[21]
- Letizia Ciampa[22] in Monarch: Legacy of Monsters[23]
- Elisa Carucci in Shōgun[24]